# Griekenland op het Eurovisiesongfestival 2025
Griekenland neemt deel aan het Eurovisiesongfestival 2025, dat wordt gehouden in Bazel, Zwitserland. De deelnemende Griekse omroep Hellenic Broadcasting Corporation (ERT) organiseert de nationale finale Ethnikós Telikós 2025 om de inzending voor de wedstrijd te selecteren. Voor het eerst sinds 2017 werd er gekozen voor een nationale finale. 

## Selectieprocedure

### Etnikos Telikós 2025
Ethnikós Telikós 2025 is de naam van de nationale finale, ontwikkeld door ERT, om de Griekse inzending voor het Eurovisiesongfestival 2025 te selecteren. De wedstrijd vindt plaats op 30 januari 2025 in het Christmas Theater in Galatsi. Op 14 januari 2025 maakte ERT bekend dat de nationale finale gepresenteerd zal worden door Sakis Rouvas (Griekenland 2004 en 2009 en presentator van het Eurovisie Songfestival 2006 in Athene) en Helena Paparizou (Griekenland 2001 en 2005), met Fokas Evangelinos als artistiek directeur. Uiteindelijk werd topfavoriete Klavdia gekozen door middel van 50% SMS voting, 25% Griekse jury en 25% internationale jury. 
|    | Artiest                                        | Lied                     | Punten | Plaats |
| -- | ---------------------------------------------- | ------------------------ | ------ | ------ |
| 1  | Rikki                                          | "Elevator (Up and Down)" | 14     | 7      |
| 2  | Thanos Lambrou                                 | "Free Love"              | 12     | 9      |
| 3  | Kostas Ageris                                  | "Gi mou"                 | 18     | 6      |
| 4  | Andy Nicolas                                   | "Lost My Way"            | 8      | 10     |
| 5  | Klavdia                                        | "Asteromata"             | 44     | 1      |
| 6  | Constantinos Christoforou and Kostas Karafotis | "Paradeisos"             | 13     | 8      |
| 7  | Georgina Kalais and John Vlaseros              | "High Road"              | 8      | 10     |
| 8  | Barbz                                          | "Sirens"                 | 30     | 3      |
| 9  | Evangelia                                      | "Vale"                   | 42     | 2      |
| 10 | Dinamiss                                       | "Odyssey"                | 24     | 4      |
| 11 | Nafsica Gavrilaki                              | "Unhurt Me"              | 0      | 12     |
| 12 | Xannova Xan                                    | "Play It!"               | 20     | 5      |

## In Bazel
Griekenland trad aan in de eerste halve finale op 15 mei 2025. Klavdia wist zich te kwalificeren voor de grote finale. In de finale zong Klavdia als 17de act. De zangeres wist boven alle verwachtingen 6de te eindigen met 231 punten. Het beste Griekse resultaat sinds 2013.

#### Punten gegeven door Griekenland
| Score     | 2e halve finale |             | Finale     | Finale |
| Score     | Televoting      | Vakjury     | Televoting |        |
| 12 punten | Israël          | Frankrijk   | Albanië    |        |
| 10 punten | Oostenrijk      | Oostenrijk  | Oostenrijk |        |
| 8 punten  | Armenië         | Nederland   | Estland    |        |
| 7 punten  | Luxemburg       | Zweden      | Israël     |        |
| 6 punten  | Malta           | Zwitserland | Nederland  |        |
| 5 punten  | Georgië         | Duitsland   | Frankrijk  |        |
| 4 punten  | Litouwen        | Italië      | Noorwegen  |        |
| 3 punten  | Letland         | Armenië     | Duitsland  |        |
| 2 punten  | Finland         | Albanië     | Armenië    |        |
| 1 punt    | Servië          | Israël      | Zweden     |        |

1974 · 1975 · 1976 · 1977 · 1978 · 1979 · 1980 · 1981 · 1982 · 1983 · 1984 · 1985 · 1986 · 1987 · 1988 · 1989 · 1990 · 1991 · 1992 · 1993 · 1994 · 1995 · 1996 · 1997 · 1998 · 1999-2000 · 2001 · 2002 · 2003 · 2004 · 2005 · 2006 · 2007 · 2008 · 2009 · 2010 · 2011 · 2012 · 2013 · 2014 · 2015 · 2016 · 2017 · 2018 · 2019 · 2020 · 2021 · 2022 · 2023 · 2024 · 2025
Albanië · Armenië · Australië · Azerbeidzjan · België · Cyprus · Denemarken · Duitsland · Estland · Finland · Frankrijk · Georgië · Griekenland · Ierland · IJsland · Israël · Italië · Kroatië · Letland · Litouwen · Luxemburg · Malta · Montenegro · Nederland · Noorwegen · Oekraïne · Oostenrijk · Polen · Portugal · San Marino · Servië · Slovenië · Spanje · Tsjechië · Verenigd Koninkrijk · Zweden · Zwitserland